# Iglesia de San Nicolás Tolentino
Es una iglesia colonial que inicia su construcción en 1769 dedicada a San Nicolás Tolentino en el real de San Nicolás de Croix, hoy municipio de San Nicolás, que colinda al norte con el municipio de Burgos, al sur con Jiménez, al este con Cruillas y al oeste con San Carlos, en el estado de Tamaulipas, México.

## Historia.
Como todo asentamiento formal erigido en el territorio de la Nueva España, la presencia de este edificio dedicado al culto de la religión católica fue imprescindible, máxime tratándose de un real de minas donde los recursos resultaban suficientes para emprender su construcción.
Desde las primeras ordenanzas para regularizar el trabajo de las minas en la sierra de la Tamaulipas Nueva, en 1768, el gobernador Juan Fernando de Palacio contempló la necesidad de que los mineros dispusieran de los servicios espirituales, por lo que sugirió que viniera un religioso de la provincia de Zacatecas, en calidad de teniente de ministro en la Villa de San Carlos, pero que alternara su residencia en los reales mineros de San Nicolás y San José. Para su sostenimiento fue menester cobrar las obvenciones con el arancel de San Luis Potosí y cuando los mineros tuvieran suficiente caudal, pudieran sufragar el costo de dos religiosos para cada real. Además, para la construcción de los templos y el pago de los parámetros sagrados, se estableció un cobro de un 2% sobre la plata registrada que cesaría tan pronto se concluyeran las obras.
Y aunque la llegada de un sacerdote fue un hecho, la incipiente vida civil en el real de San Nicolás lo incomodó, al grado que en 1770, durante la visita del licenciado Lino Nepomuceno Gómez, constató que había abandonado el lugar para instalarse en la vecina villa de San Carlos. La decisión de dicho traslado, aseveró el visitador, fue que los vecinos del real habían sido poco colaboradores para cooperar con la fabricación del templo durante el tiempo en que había estado radicando allí, decidiendo entonces abandonar el lugar; separación de funciones que más debe atribuirse a una falta de oficio y de entrega del religioso, pues en ese momento los mineros de San Nicolás apenas comenzaban a trabajar sus yacimientos y los frutos de la tierra no hacían posible reunir los recursos para emprender una obra de la envergadura de una iglesia parroquial. No obstante, para cubrir la vacante, el licenciado Gómez ordenó al cura de San Carlos socorrer espiritualmente a los habitantes del mineral.

El episodio del abandono del cura del real de San Nicolás debió ser un estímulo para emprender la construcción de la iglesia. Seguía vigente el cobro de un porcentaje a la producción de plata para dedicarla a la construcción del templo, aunque también hubo, como era habitual en la Nueva España, que algún devoto empeñara parte de su riqueza en una obra pía de estas características. Para 1772 esto ya ocurría:
“…en la actualidad están labrando iglesia competente de piedra y lodo con el producto de la cuarta parte de la mina del Espíritu Santo que un bienhechor destinó dicha fábrica”.

## Arquitectura
Como el nombre del real lo indicaba, su iglesia se dedicó a San Nicolás Tolentino, proyectándose originalmente como una obra de gran envergadura, con treinta metros de fondo por siete de ancho, de gruesos muros y con una cubierta que nunca llegó a materializarse. La fachada, de baja altura, tenía una puerta muy ancha de medio punto, sobre la que se ubicaba un óculo alojado en el remate escalonado de la obra. Y, a la derecha de la fachada, una gran espadaña que aloja a cuatro campanas, en una sola pared que culmina en un pesado y masivo contrafuerte. Sin embargo, debido al peso y a las fuertes presiones que soportaba el edificio para nivelar el terreno que estaba en desnivel, fue preciso transportar las campanas a un campanario sobre el corto atrio, formado por cinco pilares cuadrados con remate aguzado.

## Deteriorio
Y es que a los problemas estructurales por la tipografía del lugar, se sumó en 1784 el incendio del templo y de la casa cural vecina, por efecto de un rayo, cuyas llamas abrasaron el edificio. Esta tragedia coincidió con el inicio de los años de decadencia del real, por lo que sus vecinos y mineros ya no estuvieron en condiciones de restaurar y construir una obra de la magnitud como había sido diseñada, limitándose a una nave de mucha menor proporción.